# Ronnie Kasrils

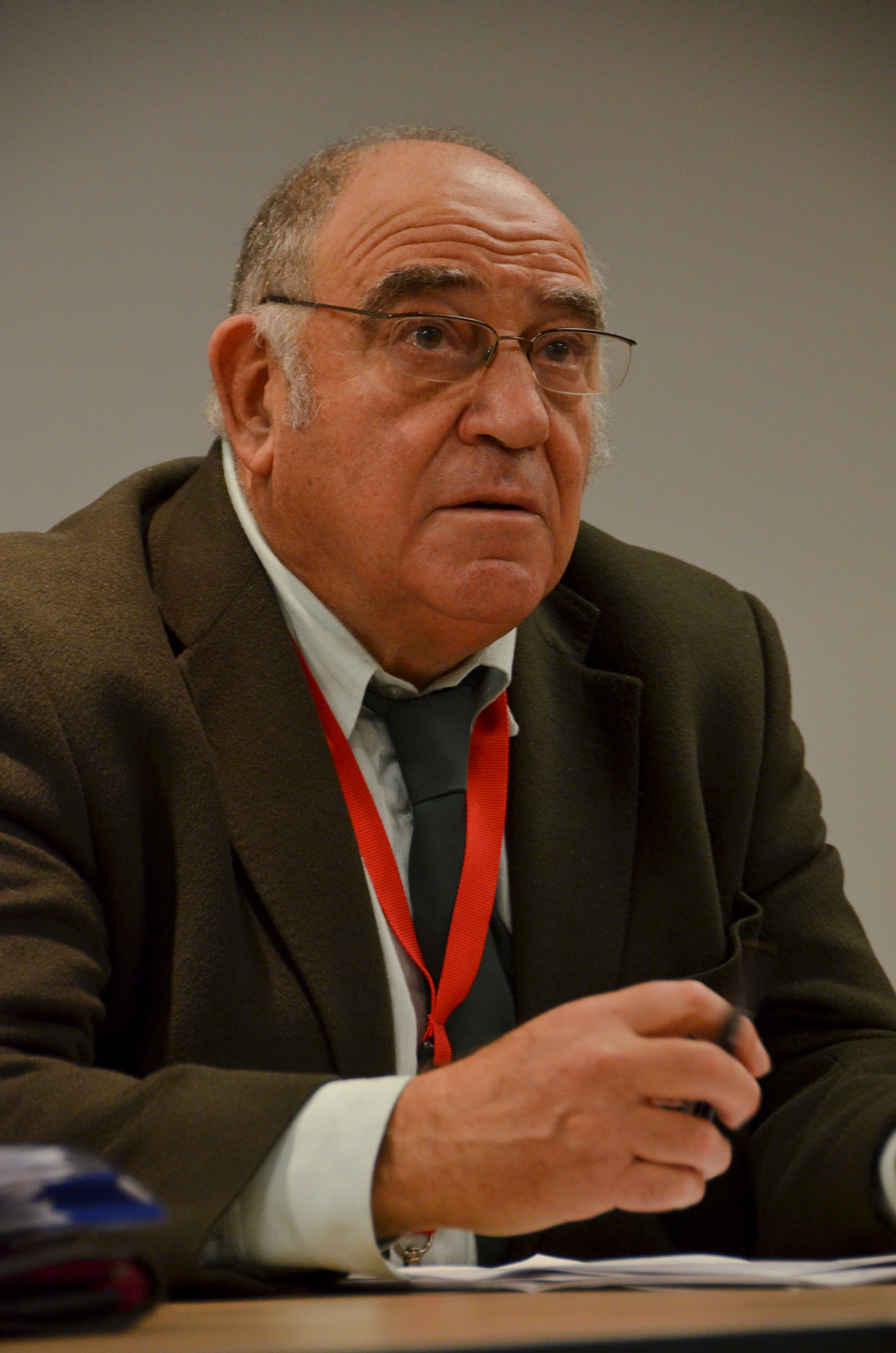
Ronnie Kasrils während des Russell-Tribunals zu Palästina

Ronald „Ronnie“ Kasrils (* 15. November 1938 in Johannesburg) ist ein südafrikanischer Politiker und Autor.

## Leben
Ronnie Kasrils wurde als Sohn von René Kasrils, einem Vertreter jüdisch-litauischer Abstammung, und seiner Frau Isidore Kasrils, einer Verkäuferin, im Johannesburger Stadtteil Yeoville geboren. Er erlangte sein Matric an der King Edward VII School in Johannesburg.
1958 bis 1960 arbeitete er als Drehbuchautor, 1960 bis 1962 als Fernseh- und Filmdirektor für die Werbeabteilung von Lever Brothers in Durban.
Nach dem Massaker von Sharpeville trat er dem ANC bei. 1961 wurde er Sekretär des Congress of Democrats der Provinz Natal und trat der damals verbotenen SACP bei. 1962 wurde er für fünf Jahre gebannt, durfte daher keine öffentlichen Reden halten und Durban nicht verlassen.
Im selben Jahr war er Gründungsmitglied des Umkhonto we Sizwe (MK), des bewaffneten Arms des ANC. Er wurde 1963 dessen Kommandeur in Natal. 1964 begann er ein militärisches Training im sowjetischen Odessa, gefolgt von Kursen in Geheimdiensttätigkeiten und militärischer Führung, die er als Brigadier abschloss. Ab 1965 lebte er in London und weiteren Stützpunkten des ANC im Ausland. 1983 rückte er in den High Command des MK auf und war fortan für dessen geheimdienstliche Operationen zuständig. 1985 wurde er erstmals in das National Executive Committee (NEC) des ANC gewählt, 1987 in das Zentralkomitee der SACP. Anfang 1990 nahm er an der Operation Vula teil und blieb daher trotz der Wiederzulassung des ANC von Strafverfolgung bedroht. Erst im Juni 1991 konnte er wieder in der Öffentlichkeit auftreten. 1991 bis 1994 leitete er für den ANC die Kampagnenabteilung und nahm an Verhandlungen zwischen MK und South African Defence Force teil. 1993 erschien seine Autobiografie Armed and dangerous.
1992 gehörte Kasrils zu den Organisatoren des Marsch auf Bisho, das mit dem Massaker von Bisho endete. Im Kabinett Mandela übernahm Kasrils den Posten des Ministerstellvertreters im Ressort Verteidigung. 1999 bis 2004 war er im Kabinett Mbeki I Minister für Wasser und Forsten (Minister for Water Affairs and Forestry). Ferner war er vom 27. April 2004 bis 25. September 2008 im Kabinett Mbeki II Minister für Nachrichtendienste (Minister for Intelligence Services) und von Dezember 1986 bis 2008 Mitglied des Zentralkomitees der Südafrikanischen Kommunistischen Partei (SACP).
2015 gehörte er zu den Mitbegründern der oppositionellen United Front (UF).
Kasrils setzt sich für die Rechte der Palästinenser ein. 2004 traf er deren damaligen Präsidenten Jassir Arafat in Ramallah. Er befasste sich in mehreren Arbeiten mit dem Werk des britischen Philosophen Bertrand Russell.
Ronnie Kasrils war 45 Jahre lang mit der schottisch-südafrikanischen Anti-Apartheid-Aktivistin Eleanor Kasrils (1936–2009) verheiratet. Über ihre Agententätigkeit für den ANC verfasste er 2010 das Buch The unlikely secret agent. Aus der Ehe gingen zwei Söhne und eine Tochter hervor. Kasrils ist seit 2012 erneut verheiratet.

## Literarische Werke
- 1993: Armed and dangerous.
- 2010: The unlikely secret agent.
- 2017: A single man. Kasrils and the Zuma enigma.

## Auszeichnungen
- 2011: Alan Paton Award für The unlikely secret agent